# Vera Zorina
Vera Zorina (született Eva Brigitta Hartwig) (Berlin, 1917. január 2. – Santa Fe, Kalifornia, 2003. április 9.) német származású norvég-amerikai színész, koreográfus és balettművész.

## Élete

### Származása, tanulmányai
Berlinben született német apa és norvég anya gyermekeként, Norvégiában nőtt fel. 

### Magánélete
Első férje a koreográfus George Balanchine volt. Második házasságát az üzletember Goddard Liebersonnal kötötte, két gyermekük született, köztük Peter Lieberson. Utolsó férje a tudós Paul Wolfe volt. Házasságai révén amerikai állampolgárságot is kapott.